# إبراهيم بن محمد العجلوني
إبراهيم بن محمد العجلوني أو أبو اسحق إبراهيم بن محمد بن عيسى بن عمر بن زياد العجلوني فقيه مسلم من العصر المملوكي. ولد بقرية لستب التي تقع اليوم شمال الأردن ضمن محافظة عجلون. نسب إبراهيم بن محمد لنيابة عجلون المملوكية؛ حيث كانت تقع قريته لستب. ارتحل إلى دمشق مع والده صغيرا؛ حيث عمل والده خطيبا لمسجد في قرية اسمها بيت عذراء قرب دمشق. أخذ إبراهيم العلم عن فقهاء دمشق وحفظ كتبا من أمهات كتب الفقه مثل منهاج الطالبين في فقه الشافعية كما دأب على كتاب الروضة في فقه الشافعية ولازم العلاء حجي. رحل بعد ذلك شمالا لمدينة حلب طلبا للعلم ليعود بعدها لدمشق ثم لصفد ليتولى قضائها في عهد الظاهر برقوق. كذلك تولى قضاء دمشق بعدما انتهت فتنة تيمورلينك فيها. ومما يذكر أنه كان من المدرسين في المدرسة الركنية. وكان الشيخ ممن يتعصب لشعر أبي الطيب المتنبي. كما كان الإمام البلقيني يثني عليه كثيرا. له من المصنفات العلمية كتابه «شرح على المنهاج». توفي الشيخ عام 825 هـ الموافق لسنة 1422 م.

## قيل عنه
- قال عنه علم الدين السخاوي:«وهو في الشاميين نظير البيجوري في المصريين».[1]